# Aeroporto de Sevilha
O Aeroporto de Sevilha (em espanhol: Aeropuerto de Sevilla) (IATA: SVQ, ICAO: LEZL) é um aeroporto internacional da cidade de Sevilha, na Espanha, sendo sexto mais movimentado do país.